# Daniel Geffner Sclarsky
Daniel Eduardo Geffner Sclarsky (Lomas de Zamora, província de Buenos Aires, 7 de març de 1953) és un metge valencià d'origen argentí, diputat a les Corts Valencianes en la IX legislatura.
És llicenciat en medicina, especialitat neurologia. És resident al País Valencià des de 1978. Des de 2000 ha estat cap de la Unitat de Neurologia de l'Hospital General de Castelló i assessor de la Conselleria de Sanitat de la Generalitat Valenciana sobre l'ictus. També ha estat president de la Societat Valenciana de Neurologia i membre de la junta de la Societat Espanyola de Neurologia.
En la dècada de 2010 ja estat membre de l'Associació en Defensa de la Sanitat Pública (ACDESA) al País Valencià i des de 2014 membre del cercle de sanitat de Podem. Fou elegit diputat per València a les eleccions a les Corts Valencianes de 2015.